# 哈特涅
50°7′6″N 37°33′57″E / 50.11833°N 37.56583°E

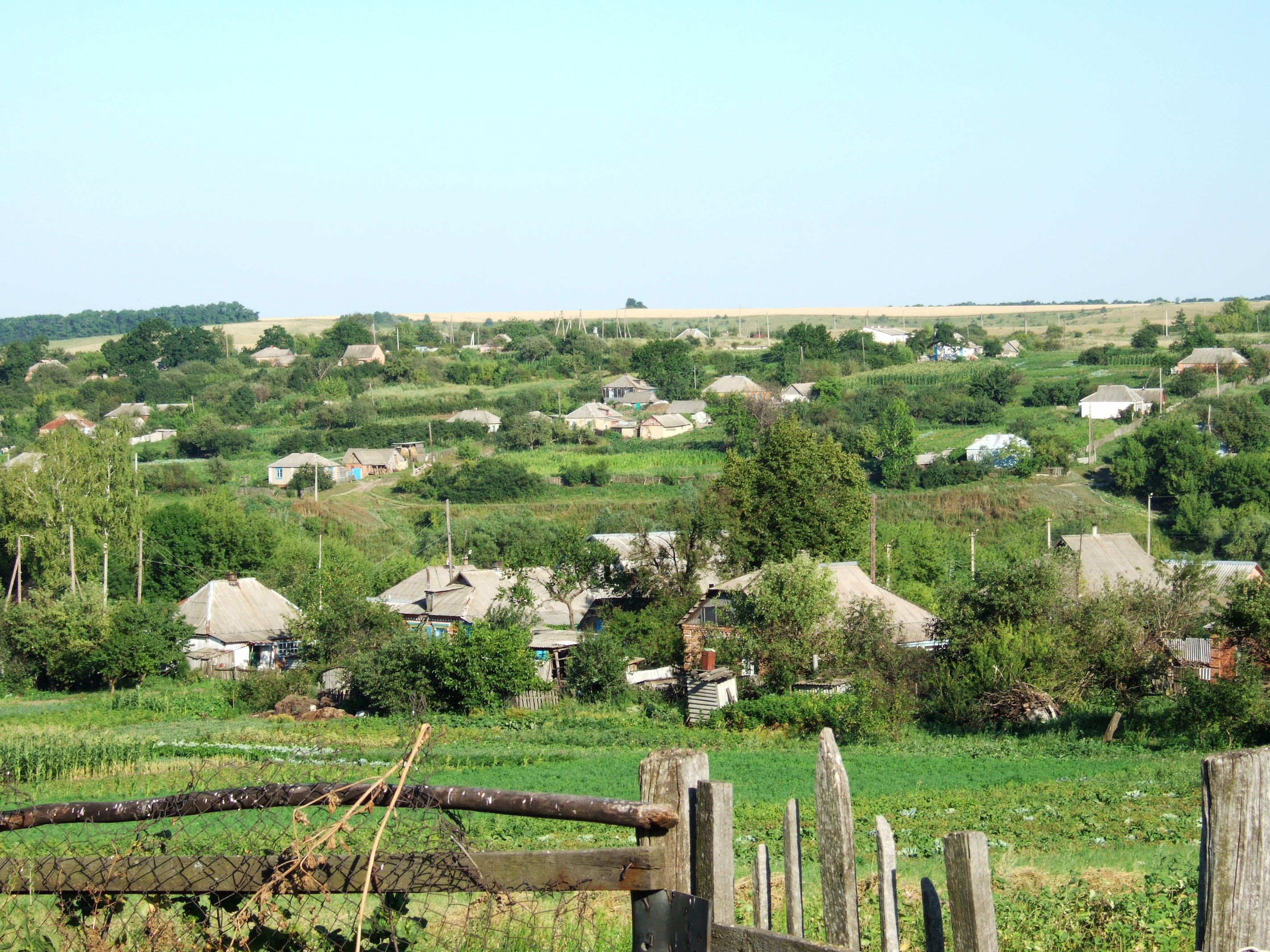

哈特涅（烏克蘭語：Хатнє）是位於烏克蘭東部的村莊，由哈爾科夫州庫皮揚斯克區的大布尔卢克市镇負責管轄。該村始建於1650年，面積1.58平方公里，海拔高度156米，2001年人口733，人口密度每平方公里465.4人。